# Jorge Olguín
Jorge Mario Olguín (Dolores, 1952. május 17. –) argentin labdarúgóedző, korábban világbajnok válogatott labdarúgó. 
Az argentin válogatott tagjaként részt vett az 1978-as és az 1982-es világbajnokságon, illetve az 1980-as Mundialiton.

## Sikerei, díjai

### Játékosként
San Lorenzo
- Argentin bajnok (3): 1972 Metropolitano, 1972 Nacional, 1974 Nacional

Independiente
- Argentin bajnok (1): 1983 Metropolitano

Argentinos Juniors
- Argentin bajnok (2): 1984 Metropolitano, 1985 Nacional
- Copa Libertadores (1): 1985
- Copa Interamericana (1): 1985

Argentína
- Világbajnok (1): 1978